# Rough Wooing

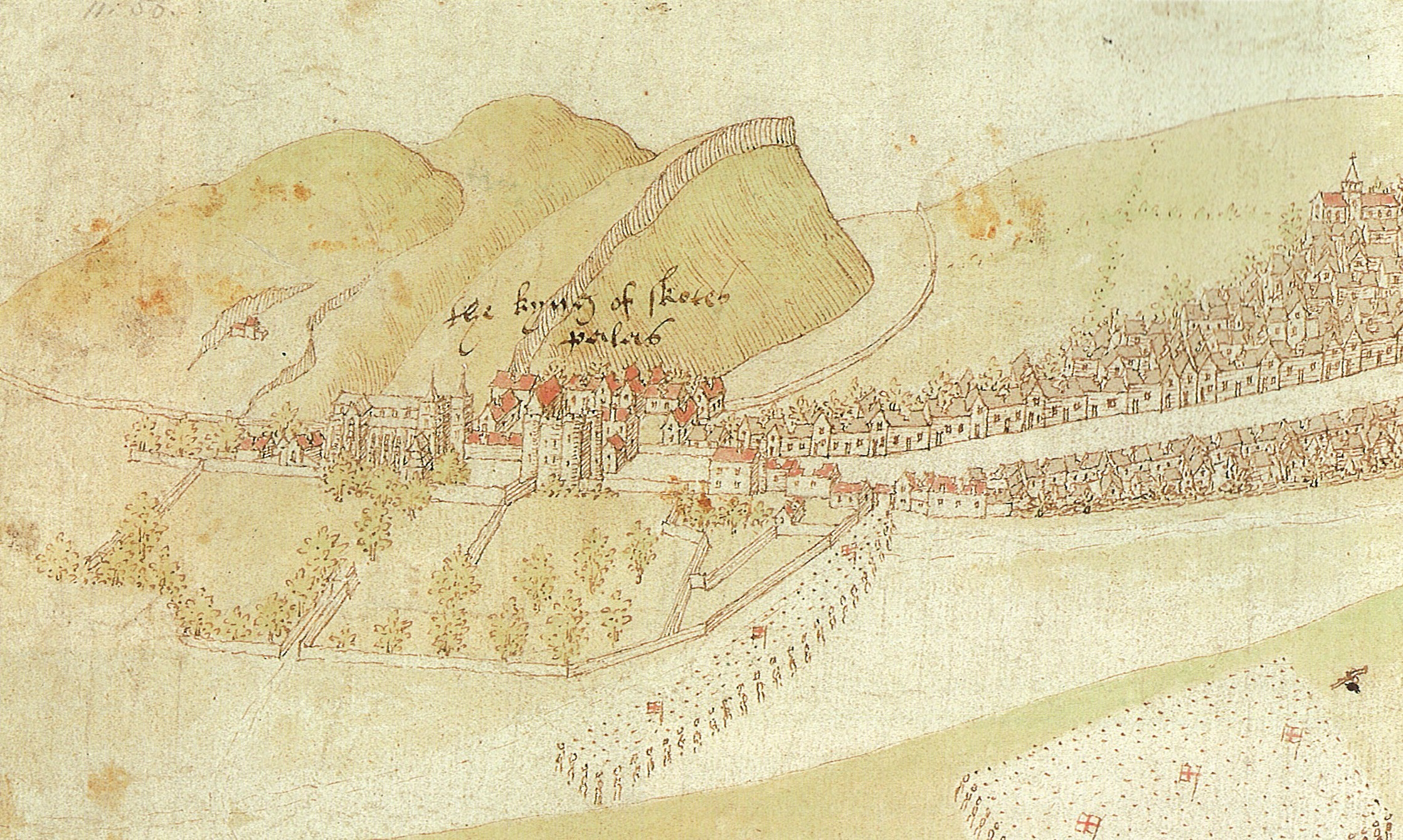
Detalle del llamado Hertford sketch (1544), señalando el palacio de Holyrood (the kyng of Skotts palas —palacio del rey de los escoceses—) con las tropas inglesas en el primer plano (centro y derecha) durante el saqueo de Edimburgo. The British Library.

Las llamadas guerras del Rough Wooing (conocidas en español como la guerra del cortejo duro, cortejo brutal o cortejo a la inglesa) se refiere a los dos periodos de conflicto, de 1543-46 y de 1547-50, entre los reinos de Inglaterra y Escocia en el contexto de las guerras de independencia de Escocia, estos a su vez enmarcados en las guerras anglo-escocesas libradas desde principios del siglo XIV hasta finales del XVI.
Aunque las causas fueron varias, incluyendo el intento del rey Enrique VIII de Inglaterra de poner fin al Auld Alliance ('Antigua Alianza'), el acuerdo firmado en 1295 entre Escocia y Francia, y de cubrir su retaguardia ante su conflicto con Francia, el desencadenante fue el hecho de que, a finales de 1543, el parlamento escocés había rechazado el Tratado de Greenwich, mediante el cual el rey Enrique pretendía unir las dos coronas con un matrimonio entre su hijo, el príncipe de Gales, futuro rey Eduardo VI y la futura reina María I de Escocia (recién nacida en la fecha del tratado).
Las fuerzas inglesas llevaron a cabo cuatro importantes invasiones de Escocia durante la década comenzando con el saqueo de Edimburgo en mayo de 1544, seguida por otra invasión en septiembre de 1545. Tras el fallecimiento del rey Enrique en enero de 1547, Edward Seymour, I duque de Somerset fue nombrado lord Protector para la regencia de su sobrino, el rey Eduardo.
El duque, quien había estado al mando de las tropas inglesas en el saqueo de Edimburgo, optó por continuar la guerra con Escocia y en septiembre de 1547 estuvo al mando de las tropas inglesas que obtuvieron una victoria decisiva en batalla de Pinkie Cleugh.
En agosto de 1548, otra fuerza numerosa de tropas inglesas logró levantar el asedio de Haddington (Haddington). Durante este periodo, los ingleses también construyeron varias fortalezas desde donde lanzaron numerosos ataques a menor escala por toda la frontera entre los dos reinos.

## Origen del término
El origen del término de «cortejo» para describir estas guerras entra en uso a mediados del siglo XIX, se refiere a la respuesta supuestamente dada por el lord canciller de Escocia, el conde de Huntly, capturado en la batalla de Pinkie Cleugh, cuando, al preguntarle por su opinión respecto al matrimonio entre los menores, contestó estar a favor del mismo pero que no le gustaba el cortejo.

## Contexto histórico
Tras la victoria de los escoceses en la batalla de Hadden Rig en agosto de 1542, su derrota fulminante en la batalla de Solway Moss en noviembre del mismo año y la muerte de Jacobo V de Escocia el mes siguiente, el gobierno de Escocia, con el regente de Escocia James Hamilton, II conde de Arran, nieto de María de Escocia (hija de Jacobo II de Escocia), al mando, firmó el Tratado de Greenwich en julio del año siguiente mediante el cual se firmó la paz entre los dos reinos y el matrimonio entre María y Eduardo. Aunque el Tratado fue ratificado el siguiente mes de agosto, el Parlamento de Escocia se negó a promulgarlo en diciembre de 1543 debido al enfrentameniento entre los partidarios de un matrimonio entre la reina María con la Corona inglesa y los partidarios de un matrimonio con la Corona francesa.

## Saqueo de Edimburgo (mayo de 1544)
El saqueo lo llevaron a cabo, del 5 al 15 de mayo de 1544, los más de 10 000 soldados llegados en su mayor parte en una flota de 200 barcos, bajo el mando de Edward Seymour, I duque de Somerset y John Dudley, I duque de Northumberland.

## Batalla de Ancrum Moor (febrero de 1545)
La batalla de Ancrum Moor (27 de febrero de 1545) resultó una victoria decisiva para las 2500 tropas escocesas contra una fuerza invasora compuesta por 3000 Reiters mercenarios, 1500 reivers (caballería ligera) ingleses y 700 reivers escoceses.

## Asedio del castillo de San Andrés (julio de 1547)
Durante el asedio, una flota francesa compuesta por una veintena de galeras, bajo el mando de Leone Strozzi, condotiero italiano y comandante de las galeras de la Orden de Malta, llegó y, tras conseguir llevar sus tropas a tierra el 24 de julio de 1547 y posicionar sus cañones, logró causar daños estructurales importantes al castillo. Juan Knox y los demás asediados pudieron negociar con él la rendición y su transporte a Francia como prisioneros, opción preferible a ser capturados por las tropas escocesas, que les ejucutarían por herejes.

## Batalla de Pinkie Cleugh (septiembre de 1547)
Considerado una de las peores derrotas de las tropas escocesas, es recordada como el Black Saturday ('sábado negro'). El 10 de septiembre de 1547, unos 25 000 tropas escocesas fueron derrotadas, con más de 6000 muertos, por los ingleses, de nuevo bajo el mando de Edward Seymour, I duque de Somerset, que sufrieron 800 muertos.

## Asedio de Haddington (agosto de 1548)
En agosto de 1548, Francis Talbot, V conde de Shrewsbury invadió Escocia, al mando de 10 000 soldados, para levantar el asedio.

## Asedio del castillo de Broughty (1547-1550)
El castillo, construido a orillas del río Tay, fue asediado durante dos semanas por sir Andrew Dudley, hermano de John Dudley, I duque de Northumberland. Una fuerza franco-escocesa logró hacerse con el castillo en 1550.